# VIII Liceum Ogólnokształcące im. Zofii Nałkowskiej w Lublinie
VIII Liceum Ogólnokształcące im. Zofii Nałkowskiej w Lublinie – liceum ogólnokształcące w Lublinie.

## Historia
W 1922 do Lublina przybyły Siostry Kanoniczki Ducha Świętego i cztery lata później założyły Prywatną Siedmioklasową Żeńską Szkołę Powszechną Zgromadzenia S.S. Kanoniczek, mieszczącą się przy ul. Podwale. W 1932, w wyniku reformy jędrzejewiczowskiej, szkołę podzielono na czteroletnie gimnazjum i dwuletnie liceum. W tymże roku jej dyrektorem został ksiądz Ludwik Zalewski i pełnił tę funkcję do 1952. Podczas II wojny światowej działała jako Dwuletnia Szkoła Handlowa.
W czerwcu 1961 szkołę upaństwowiono, a nazwę zmieniono na III Państwowe Liceum Ogólnokształcące. 1 września 1966 przemianowano ją na VIII Liceum Ogólnokształcące, a rok później patronem szkoły została Zofia Nałkowska. Ze względu na pogarszający się stan budynku przy ul. Podwale, w 1972 roku decyzją zarządu miasta siedzibę szkoły przeniesiono na Bronowice, do budynku przy ul. Słowiczej, w którym przez pięć lat funkcjonowała Szkoła Podstawowa nr 42.

## Absolwenci
VIII Liceum Ogólnokształcące w Lublinie ukończyli między innymi:
- Urszula Kasprzak[4]
- Wojciech Szawarski
- Iwona Nabożna